# Arthur F. Blinn
Arthur F. Blinn (* 19. Juni 1883 in Connecticut; † 20. November 1971 in Orange, Kalifornien)  war ein US-amerikanischer Film- und Tontechniker, der 1947 mit dem Oscar für technische Verdienste (Technical Achievement Award) ausgezeichnet wurde.

## Leben
Blinn begann seine Laufbahn als Film- und Tontechniker in der Filmwirtschaft Hollywoods 1929 bei dem Kurzfilm The Golfers von Mack Sennett mit Harry Gribbon, Andy Clyde und Thelma Hill in den Hauptrollen. Er arbeitete bis 1947 an der Herstellung von fast fünfzig Filmen mit, wobei es sich dabei überwiegend um rund zwanzigminütige Comedy-Kurzfilme von Mack Sennett, Leslie Pearce, Babe Stafford und andere Regisseure handelte.
Bei der Oscarverleihung 1947 wurde Blinn gemeinsam mit C. O. Slyfield und Robert O. Cook mit dem Oscar für technische Verdienste (Technical Achievement Award) ausgezeichnet, und zwar „für den Entwurf und Entwicklung für einen Tonfinder und Spurensichter für die Überprüfung und Lokalisierung von Geräuschen auf Tonspuren“ (‚For the design and development of an audio finder and track viewer for checking and locating noise in sound tracks‘).

## Auszeichnungen
- 1947: Oscar für technische Verdienste (Technical Achievement Award)

## Filmografie (Auswahl)
- 1929: The Golfers (Kurzfilm)
- 1930: Sugar Plum Papa (Kurzfilm)
- 1930: Radio Kisses (Kurzfilm)
- 1930: Grandma’s Girl (Kurzfilm)
- 1930: A Hollywood Theme Song (Kurzfilm)
- 1931: The Dog Doctor (Kurzfilm)
- 1931: Movie-Town (Kurzfilm)
- 1931: I Surrender Dear (Kurzfilm)
- 1931: Half Holiday (Kurzfilm)
- 1933: The Druggist’s Dilemma (Kurzfilm)
- 1947: The Road to Hollywood